# ميناديون
ميناديون هو مركب عضوي بالصيغة C6H4(CO)2C2H(CH3). إنه نظير لـ 1،4-نافثوكينون مع مجموعة ميثيل في الموضع 2. يطلق عليه أحيانًا فيتامين ك3. يُسمح باستخدامه كمكمل غذائي في العلف الحيواني بسبب نشاط فيتامين ك.

## الكيمياء الحيوية
يتم تحويل ميناديون إلى فيتامين K2 (على وجه التحديد، MK-4) بواسطة برينيل ترانسفيراز (prenyltransferase) من UBIAD1 الفقارية. يتطلب هذا التفاعل الهيدروكينون (المختزل) من K3، ميناديول، الذي ينتجه إنزيم غير معروف.
ميناديون هو أيضًا شكل متداول من فيتامين K، يتم إنتاجه بكميات صغيرة (1-5٪) بعد امتصاص الأمعاء لـ K1 و K2. تشرح هذه الدورة الدموية التوزيع غير المتكافئ للأنسجة لـ MK-4، خاصة وأن ميناديون يمكن أن يخترق الحاجز الدموي الدماغي. لم يتم تحديد إنزيم الانقسام.

## المصطلح
يُعرف المركب بشكل مختلف باسم فيتامين ك3 وبروفيتامين ك3. يجادل مؤيدو الاسم الأخير عمومًا بأن المركب ليس فيتامينًا حقيقيًا بسبب حالته الاصطناعية (قبل تحديده على أنه وسيط متداول) وافتقاره إلى سلسلة جانبية من 3 ميثيل تمنعه من ممارسة جميع الوظائف[أي منها؟] من فيتامينات K.

## الاستخدامات

يتضح جوهر ميناديون في بنية فيتامين ك.

ميناديون هو وسيط في التركيب الكيميائي لفيتامين K عن طريق الاختزال الأول إلى ديول ميناديول، وهو عرضة للاقتران بالفيتول.
على الرغم من حقيقة أنه يمكن أن يكون بمثابة مقدمة لأنواع مختلفة من فيتامين K، إلا أن ميناديون لا يستخدم عمومًا كمكمل غذائي في البلدان المتقدمة اقتصاديًا. يتوفر ميناديون للاستخدام البشري في القوة الصيدلانية في بعض البلدان ذات الدخل المنخفض من السكان، مثل الهند. الجرعة اليومية المعتادة هي 10 ملغ عن طريق الفم أو 2 ملغ بالحقن. يتم استخدامه في علاج نقص بروثرومبين الدم خارج الولايات المتحدة.

### تسمم
تم الإبلاغ عن جرعات كبيرة  من ميناديون للتسبب في نتائج عكسية بما في ذلك فقر الدم الانحلالي بسبب نقص الجلوكوز 6 فوسفات ديهيدروجينيز، أو تلف دماغ الوليد أو الكبد، أو وفاة حديثي الولادة في بعض الحالات النادرة. في الولايات المتحدة، يُستخدم ميناديون في أنواع مختلفة من علف الحيوانات ويوصف بأنه له تاريخ من الاستخدام الآمن لهذا الغرض، حيث تم استخدامه في علف الدواجن قبل عام 1958.
لا يزال يستخدم ميناديون بجرعة منخفضة كمغذيات دقيقة غير مكلفة للماشية في العديد من البلدان. يتم أيضًا تضمين أشكال ميناديون في بعض أغذية الحيوانات الأليفة في البلدان المتقدمة كمصدر لفيتامين ك.هذه الجرعات لم تسفر عن أي حالات سمية مسجلة من ميناديون في الماشية أو الحيوانات الأليفة. على الرغم من أن المعالجة قد تكون خطرة، إلا أن هيئة سلامة الأغذية الأوروبية وجدت في عام 2013 أنه مصدر فعال لفيتامين K في تغذية الحيوانات ولا يشكل خطرًا على البيئة.